# マグリットの石
『マグリットの石』（マグリットのいし）は、藤子不二雄Ⓐによる日本の読切漫画作品。ブラックユーモア短編の1作。1970年『ビッグコミック』5月10日号（小学館）に掲載。

## 物語
浪人生の陰間鏡二は、古書店でルネ・マグリットの画集を手にし、『ピレネーの城』に魅了される。絵画の中に描かれた巨大な石は、やがて幻影として陰間の心身を蝕み始める……

## 解説
作者の藤子不二雄Ⓐはルネ・マグリットの絵画をこよなく愛好しており、『魔太郎がくる!!』や『ウルトラB』でもマグリットの絵画をモチーフとしたエピソードを執筆しているほか、『ブラック商会変奇郎』など複数の作品で背景（役員室に飾られた絵画など）にしばしばマグリットの絵画を模写している。そうした縁から2000年発行『週刊美術館』（小学館）のマグリット号にインタビューが掲載されたほか、2002年に東京、名古屋、広島で開催されたマグリット展でも講演会を行っている。